# اغزیوارخان شاملو
اغزیوارخان شاملو از سران و امرای قزلباش طایفه شاملو  در عصر شاه اسماعیل اول و شاه طهماسب بود. وی هنگامی که حاکم هرات بود للگی سام میرزا را بر عهده داشت.